# Modello a fattori specifici
Il Modello a fattori specifici è un modello matematico applicato in economia internazionale.

## Definizione di fattore specifico
Nel modello di Heckscher-Ohlin si ipotizza che la remunerazione di ogni fattore di produzione sia indipendente dal settore in cui questo è impiegato. Nella realtà, però, si verificano casi in cui uno stesso fattore di produzione dà remunerazioni diverse a seconda del settore in cui è impiegato, in quanto la mobilità dei fattori tra settori (e quindi il pareggiamento delle remunerazioni) richiede un certo periodo di tempo per realizzarsi.
Si definisce, quindi, fattore specifico quel fattore temporaneamente bloccato in un certo settore.

## Il modello
Definiamo un'economia che produce due beni, x ed y, che richiedono l'utilizzo di due fattori di produzione. A differenza del modello di Heckscher-Ohlin, il modello dei fattori specifici afferma che solo un fattore, il lavoro, si può spostare liberamente tra la produzione dei due beni, mentre l'altro resta fisso in ogni settore (cioè non può essere impiegato per la produzione dell'altro bene). Per semplicità, una variante del modello assume che i fattori di produzione siano tre; tra questi, il lavoro è l'unico fattore mobile, mentre gli altri due, ad esempio terra e capitale, vengono utilizzati separatamente per la produzione dei due beni; vale a dire, x utilizza lavoro e terra, mentre y lavoro e capitale. Per spiegare il modello verrà utilizzata questa seconda variante.
L'equilibrio sul mercato del lavoro si ha quando nei due settori il salario nominale eguaglia il valore della produttività marginale, cioè: {\displaystyle Wx=PxPMLx}, dove Wx è il salario nominale di x, Px è il prezzo di x e PMLx la produttività marginale del lavoro nel produrre x (stessa cosa per y). Riportando graficamente, si traccia un piano cartesiano con due assi verticali, uno a sinistra ed uno a destra, che misurano rispettivamente i salari del bene x e del bene y e che sono distanziati dall'asse orizzontale la cui lunghezza è proporzionale alla quantità di lavoro disponibile nell'economia (L). Su questo grafico si tracciano le due curve, PxPMLx e PyPMLy, che partono rispettivamente dall'asse di sinistra e dall'asse di destra, e che sono negativamente inclinate (in quanto all'aumentare del numero di lavoratori impiegati in ogni settore, il salario, che è il rendimento del lavoro, diminuisce). Il punto in cui le due curve PxPMLx e PyPMLy si incontrano determina il salario nominale d'equilibrio (uguale nei due settori) e l'allocazione del fattore lavoro nei due settori. L'area sottostante la curva PxPMLx (e delimitata dal punto d'equilibrio) rappresenta il valore della produzione di x, mentre l'area sottostante la curva PyPMLy (sempre delimitata dal punto d'equilibrio) misura il valore della produzione di y.
Come si modificano salario nominale ed allocazione del lavoro in caso di variazioni esogene? Vediamo alcuni esempi:
- Un aumento del prezzo di x sposta la curva PxPMLx verso destra, causando un aumento del salario nominale ed un aumento della quantità di lavoro utilizzata per produrre x, a discapito della produzione di y. Cosa succede invece ai salari reali (cioè al potere d'acquisto dei lavoratori)? Se il prezzo di y rimane costante, all'aumento del salario nominale corrisponde un aumento del potere d'acquisto in termini di y; d'altra parte, all'aumentare del prezzo di x, il salario nominale aumenta sempre in misura minore, quindi il potere d'acquisto in termini di x dei lavoratori è sicuramente diminuito.
- Un aumento della produttività marginale del lavoro per x provoca gli stessi effetti; unica differenza è che, a parità di condizioni, il potere d'acquisto aumenta sia in termini di x che in termini di y.
- Un aumento del fattore specifico di x (la terra) aumenta la produttività marginale del lavoro nel settore di produzione di x, provocando gli stessi effetti di cui sopra.
- Un aumento del fattore mobile, cioè il lavoro, allunga il grafico (in quanto l'asse orizzontale è proporzionale alla quantità totale di lavoro); questo causa, quindi, una diminuzione dei salari nominali ed un aumento del lavoro utilizzato in entrambi i settori; a parità dei prezzi di x ed y, il salario reale dei lavoratori diminuisce.